# Canadian Vickers Vancouver
Il Canadian Vickers Vancouver fu un idrovolante da ricognizione e trasposto biplano e biposto sviluppato dall'azienda aeronautica canadese Canadian Vickers Limited negli anni trenta del XX secolo, e prodotto in piccola serie.

## Storia del progetto
In risposta al requisito C.81/29 emesso dalla Royal Canadian Air Force per la sostituzione degli idrovolanti da trasporto Varuna, la società Canadian Vickers Limited progettò un nuovo velivolo che ottenne la designazione di Vancouver. Tale velivolo era adatto al trasporto di uomini ed attrezzature per il contrasto degli incendi boschivi. Lo scafo del prototipo (matricola civile G-CYVS) del nuovo aereo era realizzato in duralluminio; equipaggiato con i più potenti motori radiali Armstrong Siddeley Lynx IV da 210 CV (154 kW) andò in volo per la prima volta nel corso del 1929.

## Descrizione tecnica
Il Canadian Vickers Vancouver era un idrovolante dall'impostazione, per l'epoca, classica: configurazione a scafo centrale, bimotore biplano. Lo scafo centrale era realizzato in duralluminio e fungeva da fusoliera.
La configurazione alare era biplana, con le ali dritte e di uguale apertura, rivestite in compensato e tela. Le due ali erano collegate tra loro con quattro coppie di montanti, rinforzati da cavi d'acciaio, la superiore montata alta a parasole e l'inferiore bassa sulla fusoliera. Quest'ultima ospitava in posizione inferiore la coppia di galleggianti stabilizzatori. L'impennaggio di coda era del tipo classico monoderiva, dotato di piani orizzontali controventati.
La propulsione era assicurata da due propulsori radiali Armstrong Siddeley Serval IV a 10 cilindri raffreddati ad aria, con sistema di alimentazione a carburatori e distribuzione a due valvole disposte sulla testa del cilindro, eroganti la potenza di 340 CV (250 kW) ed azionanti un'elica bipala lignea.
I due membri dell'equipaggio erano posizionati in due cabine di pilotaggio ad abitacoli aperti disposti in tandem, davanti all'ala. In ambito civile l'aereo poteva trasportare fino a un massimo di cinque passeggeri.  L'armamento si basava su tre mitragliatrici Lewis da 7,7 mm e bombe da 113 kg fino ad un carico massimo di 450 kg.

## Impiego operativo
Al termine dei collaudi la RCAF emise un ordine per la produzione di cinque velivoli denominati Vancouver II, di cui tre equipaggiati con motori Armstrong Siddeley Lynx IVC da 225 CV (165 kW), e due con propulsori Wright J-6 Whirlwind da 300 CV (221 kW).
Verso la metà degli anni trenta la RCAF modificò cinque aerei adattandoli al pattugliamento costiero tramite l'installazione di 3 mitragliatrici Lewis da 7,7 mm e bombe da 113 kg.
Dopo lo scoppio della seconda guerra mondiale i Vancouver prestarono servizio presso il No.4 Squadron RCAF presso la base aerea di Jericho Beach fino a quando non furono ritirati dal servizio nel corso nell'estate del 1940. Dopo un breve periodo di servizio come aerei da addestramento presso la Bomber Reconnaissance Training School, i Vancouver vennero definitivamente radiati, e dopo che l'offerta di un privato per l'acquisto degli aerei non fu presa in considerazione, furono tutti demoliti.

## Versioni
- Vancouver I: un prototipo con motori Armstrong Siddeley Lynx IV.
- Vancouver II: versione da trasporto equipaggiata con motori Armstrong Siddeley Lynx IVC, costruita in cinque esemplari.
- Vancouver IIS/S: versione dotata dei motori Armstrong Siddeley Serval da 340 CV, realizzata per conversione della precedente Vancouver II.
- Vancouver IIS/W: versione da pattugliamento marittimo equipaggiata con motori Wright J-6 Whirlwind, realizzata per conversione dei Vancouver II.

## Paesi utilizzatori
Canada
- Royal Canadian Air Force
  - No.4 Squadron RCAF

### Annotazioni
1. ↑  Successivamente ridenominata No.13 OT.

### Fonti
1. 1 2  Andrews, Morgan 1988, p. 491.
2. 1 2 3 4 5  Уголок неба.
3. 1 2 3 4  Skaarup 2001, p. 20.
4. ↑  Andrews, Morgan 1988, p. 489.
5. ↑  http://www.rwrwalker.ca/RCAF_901_950_detailed.htm